# Liga dos Campeões da WSE de 2023–24
A Liga dos Campeões da WSE de 2023–24 foi a 59ª edição da maior competição de clubes europeus de hóquei em patins masculino organizada pela World Skate. Depois da final a oito da edição anterior, o torneio regressou ao formato de quartos de final a 2 mãos e final-four, que teve lugar nos dias 11 e 12 de maio de 2024, na Super Bock Arena, na cidade do Porto, que contou com quarto equipas portuguesas.
O Sporting CP conquistou a sua quarta vitória na prova ao bater na final a equipa da UD Oliveirense.

## Agenda
| Fase                   | Ronda                   | Data de Sorteio       | Data                                             |
| ---------------------- | ----------------------- | --------------------- | ------------------------------------------------ |
| Rondas de Qualificação | 1ª Fase de Qualificação | 11 Agosto 2023        | 13 a 15 Outubro 2023                             |
| Rondas de Qualificação | 2ª Fase de Qualificação | 16 de Outubro 2023    | 03 a 05 Novembro 2023                            |
| Fase de Grupos         |                         | 6 de novembro de 2023 | 30 de novembro de 2023 a 29 de fevereiro de 2024 |
| Quartos de final       |                         | pré-definido          | 12 de março e 4 de abril de 2024                 |
| Final eight            | Meias finais            | pré-definido          | 11 de maio de 2024                               |
| Final eight            | Final                   | pré-definido          | 12 de maio 2024                                  |

## Participantes
Participam um total de 30 equipas. O n.º de equipas por federação e a sua distribuição pelas diversas fases foi efetuada de acordo com o ranking da WSE. Vagas não ocupadas foram preenchidas com equipas que iriam disputar a Taça WSE.
No sorteio da fase de grupos constaram as 8 equipas qualificadas na 2ª Fase de Qualificação mais 8 equipas apuradas diretamente. 
| 1ª Fase de Qualificação | SC Tomar     | Igualada        | Lleida          | Follonica Hockey      |
| 1ª Fase de Qualificação | Sarzana      | Grosseto        | Valdagno        | La Vendéenne          |
| 1ª Fase de Qualificação | CS Noisy     | US Coutras      | SC Thunerstern  | SK Germania Herringen |
| 1ª Fase de Qualificação | ESG Walsum   | King's Lynn RHC |                 |                       |
| 2ª Fase de Qualificação | FC Porto     | UD Oliveirense  | AD Valongo      | Reus Deportiu         |
| 2ª Fase de Qualificação | CE Noia      | CF Calafell     | Forte dei Marmi | RHC Diessbach         |
| Fase de Grupos          | Benfica      | Sporting        | Barcelos        | Barcelona             |
| Fase de Grupos          | Liceo Coruña | GSH Trissino    | Amatori Lodi    | SCRA Saint-Omer       |

## Fase de Qualificação

### 1ª Fase de Qualificação
Participaram um total de 14 equipas distribuídas por 4 grupos de 4 equipas por sorteio condicionado para que não equipas do mesmo país não se defrontem.
As equipas jogaram num formato todos contra todos a uma só volta, com a equipa com pior ranking de cada grupo a sediar os jogos disputados entre 13 a 15 de outubro de 2023.
Apuraram-se para a 2ª Fase de Qualificação os dois mais bem classificados de cada grupo, enquanto as restantes foram relegadas para a Taça WSE.

#### Grupo A
| Pos | Equipe       | Pts | J | V | E | D | GP | GC | SG  | Classificado                             |
| --- | ------------ | --- | - | - | - | - | -- | -- | --- | ---------------------------------------- |
| 1   | La Vendéenne | 6   | 2 | 2 | 0 | 0 | 15 | 0  | +15 | Qualificado para 2ª Fase de Qualificação |
| 2   | Herring      | 3   | 2 | 1 | 0 | 1 | 10 | 5  | +5  | Qualificado para 2ª Fase de Qualificação |
| 3   | Follonica    | 0   | 2 | 0 | 0 | 2 | 0  | 20 | −20 | Relegado para a Taça WSE                 |

#### Grupo B
| Pos | Equipe   | Pts | J | V | E | D | GP | GC | SG  | Classificado                             |
| --- | -------- | --- | - | - | - | - | -- | -- | --- | ---------------------------------------- |
| 1   | Tomar    | 9   | 3 | 3 | 0 | 0 | 20 | 6  | +14 | Qualificado para 2ª Fase de Qualificação |
| 2   | Noisy    | 6   | 3 | 2 | 0 | 1 | 19 | 8  | +11 | Qualificado para 2ª Fase de Qualificação |
| 3   | Grosseto | 3   | 3 | 1 | 0 | 2 | 13 | 15 | −2  | Relegado para a Taça WSE                 |
| 4   | Walsum   | 0   | 3 | 0 | 0 | 3 | 3  | 26 | −23 | Relegado para a Taça WSE                 |

#### Grupo C
| Pos | Equipe      | Pts | J | V | E | D | GP | GC | SG  | Classificado                             |
| --- | ----------- | --- | - | - | - | - | -- | -- | --- | ---------------------------------------- |
| 1   | Igualada    | 9   | 3 | 3 | 0 | 0 | 32 | 8  | +24 | Qualificado para 2ª Fase de Qualificação |
| 2   | Sarzana     | 6   | 3 | 2 | 0 | 1 | 26 | 13 | +13 | Qualificado para 2ª Fase de Qualificação |
| 3   | Thunerstern | 3   | 3 | 1 | 0 | 2 | 7  | 11 | −4  | Relegado para a Taça WSE                 |
| 4   | King's Lynn | 0   | 3 | 0 | 0 | 3 | 2  | 35 | −33 | Relegado para a Taça WSE                 |

#### Grupo D
| Pos | Equipe   | Pts | J | V | E | D | GP | GC | SG | Classificado                             |
| --- | -------- | --- | - | - | - | - | -- | -- | -- | ---------------------------------------- |
| 1   | Lleida   | 6   | 2 | 2 | 0 | 0 | 8  | 0  | +8 | Qualificado para 2ª Fase de Qualificação |
| 2   | Coutras  | 1   | 2 | 0 | 1 | 1 | 3  | 5  | −2 | Qualificado para 2ª Fase de Qualificação |
| 3   | Valdagno | 1   | 2 | 0 | 1 | 1 | 6  | 9  | −3 | Relegado para a Taça WSE                 |

### 2ª Fase de Qualificação
Participaram um total de 16 equipas distribuídas por 4 grupos de 4 equipas por sorteio condicionado para que equipas do mesmo país não se defrontassem.
As equipas jogaram num formato todos contra todos a uma só volta, com a equipa com pior ranking de cada grupo a sediar os jogos disputados entre 3 a 5 de novembro de 2023. Apuraram-se as duas equipas mais bem classificadas de cada grupo num total de oito.

#### Grupo A
| Pos | Equipe          | Pts | J | V | E | D | GP | GC | SG  | Classificado                      |
| --- | --------------- | --- | - | - | - | - | -- | -- | --- | --------------------------------- |
| 1   | UD Oliveirense  | 9   | 3 | 3 | 0 | 0 | 16 | 3  | +13 | Qualificado para a Fase de Grupos |
| 2   | Forte dei Marmi | 6   | 3 | 2 | 0 | 1 | 12 | 4  | +8  | Qualificado para a Fase de Grupos |
| 3   | Igualada HC     | 3   | 3 | 1 | 0 | 2 | 4  | 7  | −3  | Relegado para a Taça WSE          |
| 4   | RHC Diessbach   | 0   | 3 | 0 | 0 | 3 | 3  | 21 | −18 | Relegado para a Taça WSE          |

#### Grupo B
| Pos | Equipe       | Pts | J | V | E | D | GP | GC | SG  | Classificado                      |
| --- | ------------ | --- | - | - | - | - | -- | -- | --- | --------------------------------- |
| 1   | SC Tomar     | 9   | 3 | 3 | 0 | 0 | 17 | 7  | +10 | Qualificado para a Fase de Grupos |
| 2   | AD Valongo   | 6   | 3 | 2 | 0 | 1 | 21 | 11 | +10 | Qualificado para a Fase de Grupos |
| 3   | CE Noia      | 3   | 3 | 1 | 0 | 2 | 14 | 12 | +2  | Relegado para a Taça WSE          |
| 4   | SK Herringen | 0   | 3 | 0 | 0 | 3 | 3  | 25 | −22 | Relegado para a Taça WSE          |

#### Grupo C
| Pos | Equipe     | Pts | J | V | E | D | GP | GC | SG  | Classificado                      |
| --- | ---------- | --- | - | - | - | - | -- | -- | --- | --------------------------------- |
| 1   | FC Porto   | 7   | 3 | 2 | 1 | 0 | 22 | 3  | +19 | Qualificado para a Fase de Grupos |
| 2   | CE Lleida  | 7   | 3 | 2 | 1 | 0 | 10 | 3  | +7  | Qualificado para a Fase de Grupos |
| 3   | CS Noisy   | 3   | 3 | 1 | 0 | 2 | 6  | 15 | −9  | Relegado para a Taça WSE          |
| 4   | Coutras RH | 0   | 3 | 0 | 0 | 3 | 3  | 21 | −18 | Relegado para a Taça WSE          |

#### Grupo D
| Pos | Equipe        | Pts | J | V | E | D | GP | GC | SG  | Classificado                      |
| --- | ------------- | --- | - | - | - | - | -- | -- | --- | --------------------------------- |
| 1   | Reus Deportiu | 7   | 3 | 2 | 1 | 0 | 18 | 7  | +11 | Qualificado para a Fase de Grupos |
| 2   | CP Calafell   | 7   | 3 | 2 | 1 | 0 | 15 | 6  | +9  | Qualificado para a Fase de Grupos |
| 3   | La Vendéenne  | 1   | 3 | 0 | 1 | 2 | 8  | 18 | −10 | Relegado para a Taça WSE          |
| 4   | Sarzana       | 1   | 3 | 0 | 1 | 2 | 10 | 21 | −11 | Relegado para a Taça WSE          |

## Fase de Grupos
Participam um total de 16 equipas: 8 equipas que entram nesta fase e as 8 equipas apuradas da fase anterior, distribuídas por 4 grupos de 4 equipas.
As equipas jogam num formato todos contra todos a duas voltas.
Apuram-se para os quartos de final os dois mais bem classificados de cada grupo. O sorteio realizou-se a 6 de novembro de 2023 e os jogos serão disputados entre 30 de novembro de 2023 e 29 de fevereiro de 2024.

### Grupo A
| Pos | Equipe          | Pts | J | V | E | D | GP | GC | SG  | Classificado                         |     | FCB | OCB | FOR | LIC |
| --- | --------------- | --- | - | - | - | - | -- | -- | --- | ------------------------------------ | --- | --- | --- | --- | --- |
| 1   | Barcelona       | 16  | 6 | 5 | 1 | 0 | 25 | 7  | +18 | Qualificado para os Quartos de final |     | —   | 3–1 | 6–0 | 8–2 |
| 2   | Barcelos        | 11  | 6 | 3 | 2 | 1 | 18 | 12 | +6  | Qualificado para os Quartos de final |     | 3–3 | —   | 2–1 | 4–4 |
| 3   | Forte dei Marmi | 4   | 6 | 1 | 1 | 4 | 10 | 22 | −12 |                                      |     | 1–3 | 1–6 | —   | 4–2 |
| 4   | Liceo Coruña    | 2   | 6 | 0 | 2 | 4 | 15 | 27 | −12 |                                      | 2–4 | 2–4 | 3–3 | —   |     |

### Grupo B
| Pos | Equipe        | Pts | J | V | E | D | GP | GC | SG  | Classificado                         |     | BEN | SPO | CAL | REU |
| --- | ------------- | --- | - | - | - | - | -- | -- | --- | ------------------------------------ | --- | --- | --- | --- | --- |
| 1   | Benfica       | 15  | 6 | 5 | 0 | 1 | 25 | 15 | +10 | Qualificado para os Quartos de final |     | —   | 3–1 | 3–2 | 4–2 |
| 2   | Sporting      | 11  | 6 | 3 | 2 | 1 | 20 | 17 | +3  | Qualificado para os Quartos de final |     | 7–6 | —   | 2–2 | 3–2 |
| 3   | CF Calafell   | 5   | 6 | 1 | 2 | 3 | 14 | 16 | −2  |                                      |     | 0–3 | 2–2 | —   | 4–1 |
| 4   | Reus Deportiu | 3   | 6 | 1 | 0 | 5 | 15 | 26 | −11 |                                      | 3–6 | 2–5 | 5–4 | —   |     |

### Grupo C
| Pos | Equipe       | Pts | J | V | E | D | GP | GC | SG  | Classificado                         |     | POR | TRI | TOM | LEI |
| --- | ------------ | --- | - | - | - | - | -- | -- | --- | ------------------------------------ | --- | --- | --- | --- | --- |
| 1   | FC Porto     | 15  | 6 | 5 | 0 | 1 | 28 | 15 | +13 | Qualificado para os Quartos de final |     | —   | 5–4 | 9–0 | 4–2 |
| 2   | GSH Trissino | 8   | 6 | 2 | 2 | 2 | 26 | 23 | +3  | Qualificado para os Quartos de final |     | 3–5 | —   | 4–2 | 8–4 |
| 3   | SC Tomar     | 8   | 6 | 2 | 2 | 2 | 14 | 22 | −8  |                                      |     | 5–3 | 2–2 | —   | 2–1 |
| 4   | Lleida       | 2   | 6 | 0 | 2 | 4 | 16 | 24 | −8  |                                      | 1–2 | 5–5 | 3–3 | —   |     |

### Grupo D
| Pos | Equipe          | Pts | J | V | E | D | GP | GC | SG  |                                      |     | OLI | LOD | OMR | VAL |
| --- | --------------- | --- | - | - | - | - | -- | -- | --- | ------------------------------------ | --- | --- | --- | --- | --- |
| 1   | UD Oliveirense  | 15  | 6 | 5 | 0 | 1 | 29 | 15 | +14 | Qualificado para os Quartos de final |     | —   | 3–4 | 7–2 | 4–2 |
| 2   | Amatori Lodi    | 10  | 6 | 3 | 1 | 2 | 14 | 13 | +1  | Qualificado para os Quartos de final |     | 2–3 | —   | 1–4 | 3–1 |
| 3   | SCRA Saint-Omer | 6   | 6 | 2 | 0 | 4 | 14 | 20 | −6  |                                      |     | 2–4 | 0–2 | —   | 5–2 |
| 4   | AD Valongo      | 4   | 6 | 1 | 1 | 4 | 14 | 23 | −9  |                                      | 3–8 | 2–2 | 4–1 | —   |     |

## Quartos de final
O alinhamento dos quartos de final foi pré definido pela World Skate Europe. 
| Equipe 1     | Total | Equipe 2       | 1.º jogo | 2.º jogo |
| ------------ | ----- | -------------- | -------- | -------- |
| Sporting     | 8–6   | Barcelona      | 4–1      | 4–5      |
| Amatori Lodi | 5–13  | FC Porto       | 1–4      | 4–9      |
| Barcelos     | 9–3   | Benfica        | 4–2      | 5–1      |
| GSH Trissino | 9–12  | UD Oliveirense | 4–4      | 5–8      |

## Final four
A Final four teve lugar nos dias 11 e 12 de maio, no Pavilhão Rosa Mota, na cidade do Porto.
|  | Meias-Finais   | Meias-Finais   | Meias-Finais   |                |          | Final    | Final | Final |  |
|  |                |                |                |                |          |          |       |       |  |
|  | Sporting       | Sporting       | 6              |                |          |          |       |       |  |
|  | Sporting       | Sporting       | 6              |                |          |          |       |       |  |
|  | FC Porto       | FC Porto       | 5              |                |          |          |       |       |  |
|  | FC Porto       | FC Porto       | 5              |                | Sporting | Sporting | 2     |       |  |
|  |                |                |                |                | Sporting | Sporting | 2     |       |  |
|  |                |                | UD Oliveirense | UD Oliveirense | 1        |          |       |       |  |
|  | Barcelos       | Barcelos       | UD Oliveirense | UD Oliveirense | 1        | 3 (1)    |       |       |  |
|  | Barcelos       | Barcelos       |                |                |          |          |       |       |  |
|  | UD Oliveirense | UD Oliveirense | 3 (2)          |                |          |          |       |       |  |

### Meias-finais
| 11 maio 2024 | Sporting CP                                                                                                  | 6–5 | FC Porto                                                              | Super Bock Arena, Porto                          |
| 12:00        | Gonzalo Romero 7' · Toni Pérez] 16' · Alessandro Verona 28' · Henrique Magalhães 32', 45' · Rafael Bessa 46' | rel | 21', 47', 48' Carlo di Benedetto · 23' Hélder Nunes · 40' Telmo Pinto | Árbitro: Miguel Diaz, Jonathan Sánchez (Espanha) |

| 11 maio 2024 | OC Barcelos                                              | 3–3 | UD Oliveirense                           | Super Bock Arena, Porto                             |
| 16:30        | Miguel Rocha 6' · Luís Querido 23' · Daniel Oliveira 45' | rel | 3' Marc Torra · 20', 30' Facundo Navarro | Árbitro: Marco Rondina, Francesco Stallone (Itália) |

| |     | Penalidades                                                                                     |  |
| Miguel Rocha Daniel Oliveira Danilo Rampulla Luís Querido Álvaro Morais Miguel Rocha Bruno Ferreira | 1–2 | Marc Torra Diogo Abreu Facundo Navarro Lucas Martinez Bruno di Benedetto Diogo Abreu Marc Torra |  |

### Final
| 12 maio 2024 | Sporting CP                        | 2–1 | UD Oliveirense     | Super Bock Arena, Porto                           |
| 15:00        | Gonzalo Romero 4' · João Souto 38' | rel | 36' Lucas Martinez | Árbitro: Ruben Fernandez, Daniel Villar (Espanha) |